# ボリンガー郡 (ミズーリ州)

ボリンガー郡の位置

ボリンガー郡(Bollinger County)は、アメリカ合衆国ミズーリ州にある郡である。2000年現在の国勢調査では人口12,029人で、郡庁所在地はマーブルヒル (Marble Hill)である。

## 歴史
ボリンガー郡の名前は、カトリック教徒以外で開拓移民になったジョージ・フレデリック・ボリンガー（en:George Frederick Bollinger）に因んで名づけられた。フレデリックは1799年の秋に、開拓移民として住んでいたノースカロライナ州を出発し、ミズーリ州の都市ケープジラードに到着した。その後、ノースカロライナ州からミズーリ州に移住するよう、彼の仲間であった20家族を説得し、同じく移住させた。
自分たちの土地を手に入れるため、ボリンガーは「自分と仲間の移民が全てカトリック教徒である」という文書に署名しなければならなかった。ところが、全員はドイツのプロテスタント教会、福音的改革教会（en:Evangelical and Reformed Church）の信者であり、誰もカトリック教徒ではなかった。しかし、スペイン人のルイ・ロリマー（en:Louis Lorimier）は、ボリンガーの意欲ある移住に感動し、彼と家族に対する規則を緩めた。
ボリンガーの仲間には、彼の兄弟ジョン・ダニエル、マティアス・ボリンガーと、2人の甥マン・ヘンリー・ボリンガー、ウィリアム・ボリンガーがいた。さらに、彼の友人であったダニエル・グロント、コンラッド・スタトラー、ジョセフ・ネイウェンジャー、ピーター・シーター、ジェイコブ・セトナー、ジョン・アイザック・ミラー、フレデリック・リンバーグ、レナード・ウェルカー、フレデリック・スリンカードなどがおり、彼らは1700年代初期にドイツから親族とともに移住し、彼等の先祖は1700年代後半までにシェナンドー渓谷を南下してノースカロライナ州に家を構えた。
ケープジラードにドイツ移民であるボインガーたちを移住させたいというロリマーの意欲は、同じ地域にアメリカ州のアメリカ先住民のショーニー族がいたことで幾分面倒なことになった。ロリマーにはショーニー族との深い関係があり、彼のオハイオ郡出身の妻シャーロット・ブーゲンヴィルは、フランス人とショーニー族のハーフであった。彼はイギリス人を支持し、アメリカ東部で居住していた先住民、レナペの襲撃を導いた。しかし、彼の急襲は、アメリカの軍人であったジョージ・ロジャース・クラークによるインディアンとの暴力沙汰に繋がり、ロリマーはスペイン領へ逃げ延びた。
ボリンガーたちがノースカロライナ州にいたころ、ロリマーの支援により、ショーニー族は1793年にケープジラードの西に土地を与えられた。しかしその頃には、その地域の先住民はもはやいなかった。原因としては、ヨーロッパから持ち込まれた伝染病（例えば、ミシシッピ川をさかのぼって入ってきたはしかや天然痘）に対する免疫力が無かった事が挙げられる。その後は、ロリマーによる保護にもかかわらず、ショーニー族はケープジラード市民に疑念で見られた。この疑念は、「ヨーロッパの移民を増やす」というロリマーがした決定に影響したと思われる。
ボインガー率いる家族たちは、1800年の1月に移住した。彼らは凍ったミシシッピ川等を渡って移動したが、1803年にルイジアナ買収が起こった。この出来事は、ショーニー族にとって良い前兆ではなかった。アメリカ政府は1825年にショーニー族と条約を制定し、彼らはカンザス州のカンザス・ショーニーミッション（en:Shawnee Mission, Kansas）へ移動させられた。
その後ボリンガー郡は、1851年に郡として組織され、フレデリック・ボリンガーに因んで名づけられた。なお、ボリンガー郡の西に位置するマディソン郡には、同じく彼の名を取ってボリンガータウンという都市がある。

## 地理
アメリカ合衆国統計局によると、この郡は総面積1,609 km2 (621 mi2) である。このうち1,608 km2 (621 mi2) が陸地で、1 km2 (0 mi2) が水地域である。総面積の0.07%が水地域となっている。

### 隣接郡
- ペリー郡（北）
- ケープジラード郡（東）
- ストッダード郡（南）
- ウェイン郡（南西）
- マディソン郡（北西）

### 主な幹線道路
- ミズーリ州道34号線
- ミズーリ州道51号線
- ミズーリ州道72号線

## 人口動静

ボリンガー郡の人口ピラミッド

2000年現在の国勢調査で、この郡は人口12,029人、4,576世帯、および3,464家族が暮らしている。人口密度は7/km2 (19/mi2) である。3/km2 (9/mi2) の平均的な密度に5,522軒の住居が建っている。この郡の人種的構成は白人97.79%、アフリカン・アメリカン0.21%、先住民0.72%、アジア系0.22%、その他の人種0.13%、および混血0.93%である。人口の0.57%がヒスパニックまたはラテン系である。
4,576世帯のうち、34.30%が18歳未満の子供と一緒に生活しており、63.80%は夫婦で生活している。8.40%は未婚の女性が世帯主であり、24.30%は家族以外の住人と同居している。21.60%は独身の居住者が住んでおり、10.50%は65歳以上で独居である。1世帯の平均人数は2.59人であり、家庭の場合は3.00人である。
この郡内の住民は26.20%が18歳未満の未成年、18歳以上24歳以下が7.80%、25歳以上44歳以下が26.80%、45歳以上64歳以下が24.50%、および65歳以上が14.80%にわたっている。中央値年齢は38歳である。女性100人ごとに対して男性は97.90人いて、18歳以上の女性100人ごとに対して男性は95.80人いる。
この郡の世帯ごとの平均的な収入は30,462米ドルであり、家族ごとの平均的な収入は35,741米ドルである。男性は26,078米ドルに対して女性は17,588米ドルの平均的な収入がある。この郡の一人当たりの収入 (per capita income) は13,641米ドルである。人口の13.80%および家族の10.90%は貧困線以下である。全人口のうち18歳未満の15.40%および65歳以上の17.40%は貧困線以下の生活を送っている。

## 都市及び町
都市
- マーブルヒル（en:Marble Hill, Missouri）

村
- グレン・アレン（en:Glen Allen, Missouri）
- セジウィックビル（en:Sedgewickville, Missouri）
- ゼルマ（en:Zalma, Missouri）

町（未編入領域）
- アラブ（en:Arab, Missouri）
- ジプシー（en:Gipsy, Missouri）
- グレーシー（en:Grassy, Missouri）
- レオポルト（en:Leopold, Missouri）
- パットン（en:Patton, Missouri）
- スターディバント（en:Sturdivant, Missouri）

消滅した町
- リュートビル（en:Lutesville, Missouri）

## 郡区
ボリンガー郡は8の郡区に分かれている。
- クルーキッド・クリーク（Crooked Creek）
- フィルモア（Fillmore）
- リバティー（Liberty）
- ローランス（Lorance）
- スコプス（Scopus）
- ユニオン（Union）
- ウェイン（Wayne）
- ホワイトウォーター（Whitewater）